# Byczyna (gmina)
Pour les articles homonymes, voir Byczyna (homonymie).
Byczyna est une gmina mixte du powiat de Kluczbork, Opole, dans le sud-ouest de la Pologne. Son siège est la ville de Byczyna, qui se situe environ 15 km au nord de Kluczbork et 54 km au nord de la capitale régionale Opole.
La gmina couvre une superficie de 182,89 km2 pour une population de 9 814 habitants.

## Géographie
Outre la ville de Byczyna, la gmina inclut les villages de Biskupice, Borek, Chudoba, Ciecierzyn, Dobiercice, Gołkowice, Gosław, Jakubowice, Janówka, Jaśkowice, Kochłowice, Kostów, Miechowa, Nasale, Paruszowice, Pogorzałka, Polanowice, Proślice, Pszczonki, Roszkowice, Sarnów, Sierosławice et Wojsławice.
La gmina borde les gminy de Bolesławiec, Gorzów Śląski, Kluczbork, Łęka Opatowska, Łubnice, Trzcinica et Wołczyn.